# 여천초등학교 (전남)
여천초등학교는 대한민국 전라남도 여수시에 있는 공립 초등학교이다.

## 학교 연혁
- 1949년 11월 28일: 주삼국민학교 개교(설립인가 10월 31일)
- 1955년 2월 10일: 여천국민학교 교명 변경
- 1994년 4월 1일: 병설유치원 개원
- 1996년 3월 1일: 여천초등학교 교명 변경
- 2015년 3월 1일: 제29대 이상열 교장 부임

## 참고 자료
- 여천초등학교 - 한국교육학술정보원 학교알리미